# Ruská prstová abeceda

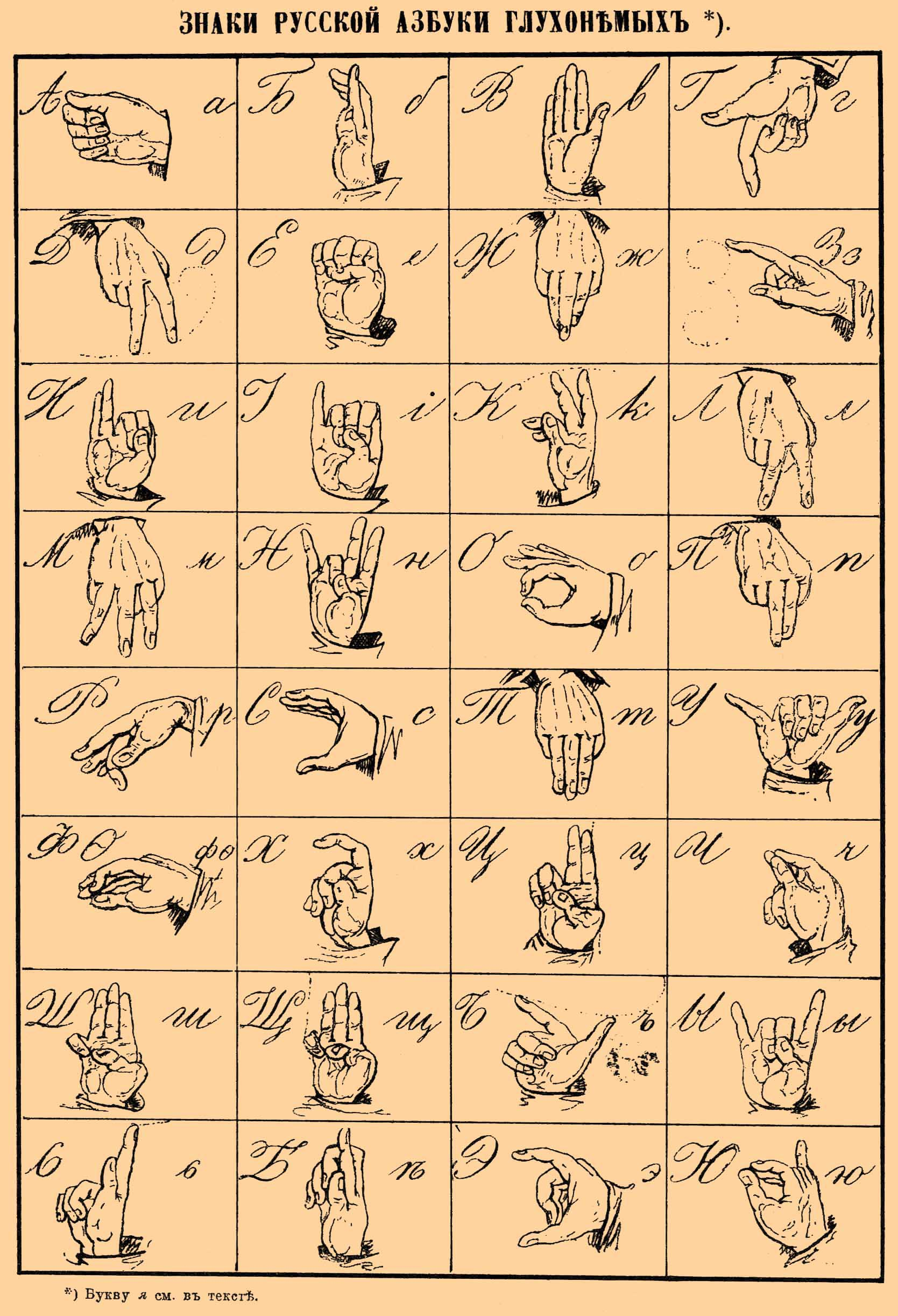
Předrevoluční (mezi roky 1890 a 1907) prstová abeceda

Ruská prstová abeceda  (rusky русская дактильная азбука, také daktylologie) je pomocný systém ruského znakového jazyka, ve kterém každý tvar jedné ruky (obvykle nehybná pravice ohnutá v lokti  ) odpovídá písmenu ruského jazyka; mnoho znaků mají vizuální podobu odpovídající písmenům ruské abecedy . Výslovnost se provádí podle pravidel ruského pravopisu  . Prstová abeceda se liší od běžných znaků, které znamenají pojem nebo komplex pojmů. Používá se k vyslovování pomocných slov ( rus. „a“, „nu“, „by“, „eh“), slov, která nemají znakové vyjádření („defragmentace“, „genom“, toponyma a osobní jména), stejně jako v případě pokud je potřeba ujasnit význam slova.
Ruská prstová abeceda je známa od první poloviny 19. století   .

## Užití
Pravidla pro používání ruské prstové abecedy jsou následující  : znakování se provádí plynule s pravou rukou obrácenou k osobě. Ruka je ohnutá v lokti, v souladu s pravopisnými pravidly. S vyslovování daktylských slov a pohledem na partnera. Slova jsou oddělena pauzou a fráze zastavením.  se kartáč pohybuje doleva. V případě chyby bude slovo od začátku přeřazeno.

## Ruská prstová abeceda v Sovětském svazu
Poté, co byla v Rusku a Sovětském svazu po desetiletí při výuce neslyšících dětí aplikována tzv. čistá orální metoda (s užitím odezírání), bylo v roce 1938 rozhodnuto o zavedení ruské prstové abecedy jako doplňkové metody. Ta se ale postupně stávala stěžejní, i když má nevýhody.